# Aliança Democrática (1979–1983)
A Aliança Democrática (AD) foi uma coligação política em Portugal de centro-direita, formada pelo Partido Social Democrata (PPD/PSD), pelo CDS – Partido Popular (CDS–PP), pelo Partido Popular Monárquico (PPM) e personalidades independentes. Teve como grande impulsionador o líder histórico do PSD, Francisco Sá Carneiro, bem como os líderes do CDS, Diogo Freitas do Amaral, e do PPM, Gonçalo Ribeiro Telles.

## História
A AD concorreu às eleições legislativas intercalares de 1979 e às eleições legislativas gerais de 1980, obtendo os seguintes resultados:
- 1979: 45,26% (128 deputados em 250)
- 1980: 47,59% (134 deputados em 250)

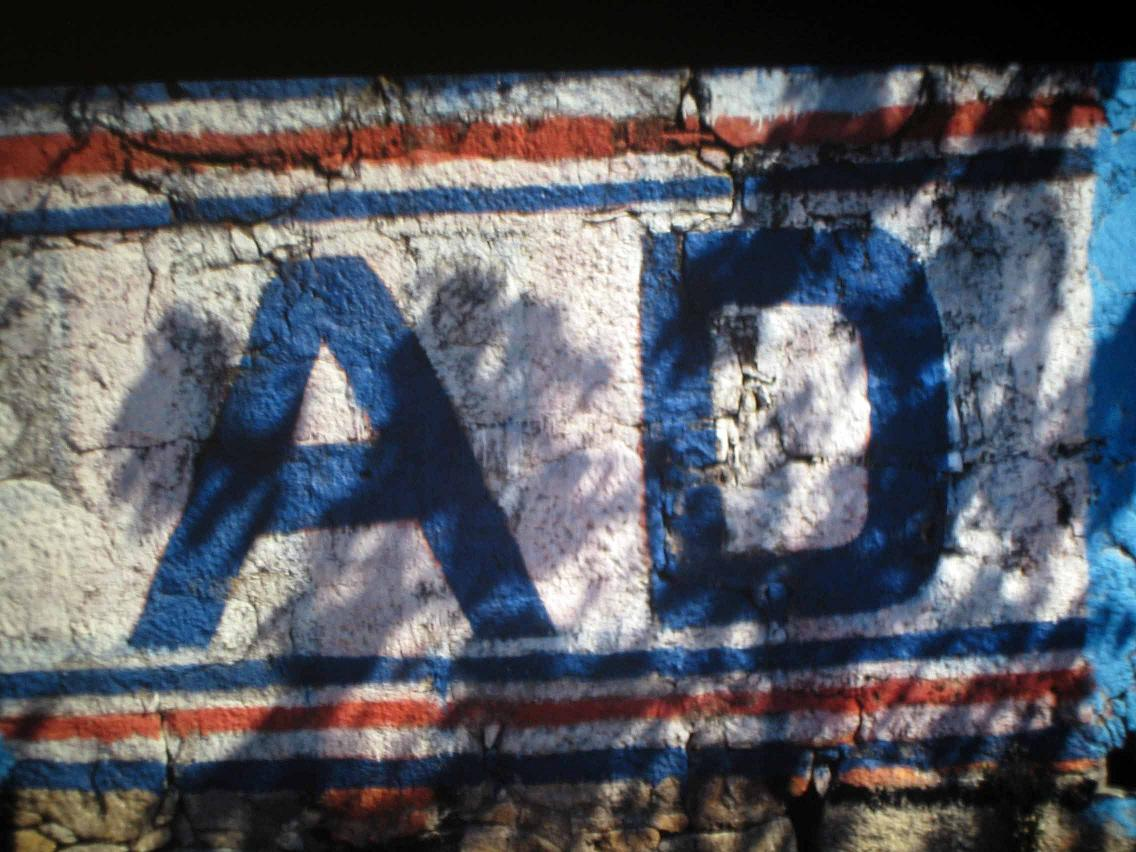
Pintura mural da AD

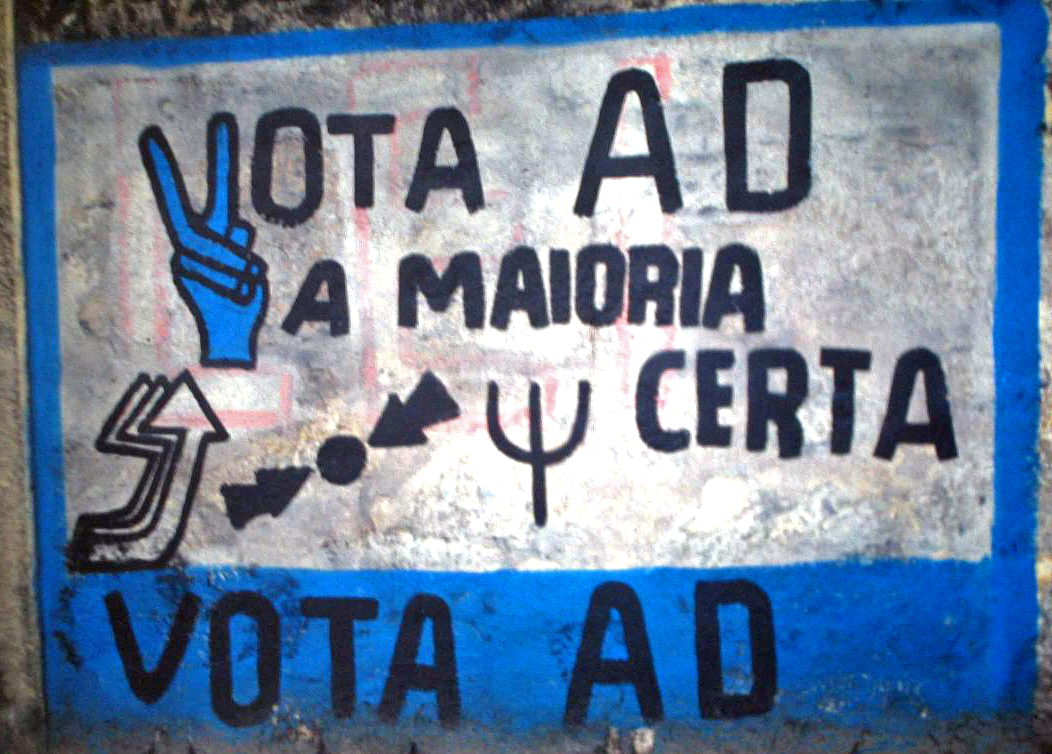
Pintura mural da AD

Com base nestes resultados, a AD foi convidada a formar Governo, tendo o mesmo tomado posse a 3 de janeiro de 1980, liderado por Francisco Sá Carneiro. No entanto, este primeiro Governo viria a cair, devido à morte do Primeiro-Ministro num acidente de aviação ainda hoje por explicar, na noite de 4 de dezembro de 1980.
Posteriormente, a AD foi convidada a formar mais dois governos, que seriam liderados, até 1983, por Francisco Pinto Balsemão, que substituiu Sá Carneiro à frente do PSD.
Em 1982 a coligação atravessava já uma grave crise e acabou por se desfazer, tendo os partidos que a constituíam concorrido separados às eleições legislativas de 25 de abril de 1983, ganhas pelo Partido Socialista, que viria a formar com o mesmo PSD, agora liderado por Mota Pinto, a coligação pós-eleitoral do chamado Bloco Central.

## Organização

### Partidos constituintes
| Partidos/Movimentos | Partidos/Movimentos        | Líder(es)                                                      | Ideologia          | Espectro                |
| ------------------- | -------------------------- | -------------------------------------------------------------- | ------------------ | ----------------------- |
|                     | Partido Social Democrata   | Francisco Sá Carneiro                                          | Liberalismo Social | Centro                  |
|                     | Centro Democrático Social  | Diogo Freitas do Amaral                                        | Democracia cristã  | Centro a centro-direita |
|                     | Partido Popular Monárquico | Gonçalo Ribeiro Telles                                         | Monarquismo        | Direita                 |
|                     | Movimento dos Reformadores | António Barreto José Medeiros Ferreira Francisco Sousa Tavares | Reformismo         | Centro                  |

### Coordenadores/porta-vozes
- Francisco Lucas Pires (1980-1981)[3]
- Luís Coimbra (1981)[4]

## Resultados eleitorais

### Eleições legislativas
| Data | Líderes                                                              | Cl. | Votos     | %              | +/- | Deputados | +/- | Status  | Notas                   |
| ---- | -------------------------------------------------------------------- | --- | --------- | -------------- | --- | --------- | --- | ------- | ----------------------- |
| 1979 | Francisco Sá Carneiro Diogo Freitas do Amaral Gonçalo Ribeiro Telles | 1.º | 2 719 208 | 45,26 / 100,00 |     | 128 / 250 |     | Governo | 80 / 25043 / 2505 / 250 |
| 1980 | Francisco Sá Carneiro Diogo Freitas do Amaral Gonçalo Ribeiro Telles | 1.º | 2 868 076 | 47,59 / 100,00 | 2,3 | 134 / 250 | 6   | Governo | 82 / 25046 / 2506 / 250 |

### Eleições autárquicas
| Data | Cl. | Votos     | %              | +/- | Presidentes CM | +/- | Vereadores  | +/- |
| ---- | --- | --------- | -------------- | --- | -------------- | --- | ----------- | --- |
| 1979 | 2.º | 1 272 058 | 25,50 / 100,00 |     | 73 / 305       |     | 426 / 1 900 |     |
| 1982 | 3.º | 1 004 065 | 19,57 / 100,00 | 5,9 | 49 / 305       | 24  | 322 / 1 909 | 104 |

### Eleições presidenciais
| Data | Candidato apoiado       | 1.ª Volta | 1.ª Volta | 1.ª Volta      | 2.ª Volta | 2.ª Volta | 2.ª Volta |
| Data | Candidato apoiado       | Cl.       | Votos     | %              | Cl.       | Votos     | %         |
| ---- | ----------------------- | --------- | --------- | -------------- | --------- | --------- | --------- |
| 1980 | António Soares Carneiro | 2.º       | 2 325 481 | 40,23 / 100,00 |           |           |           |